# ブーレム圏
ブーレム圏（ブーレムけん、フランス語：Cercle de Bourem）は、マリ共和国の地方行政区画でガオ州を構成する圏のひとつ。行政の中心地はブーレムにおかれる。下級単位のコミューンは5つあり、2009年の統計で人口は56,104人を数える。

## コミューン
ブーレム圏には以下のコミューンがある。
- バンバ (ブーレム圏)（fr:Bamba (Bourem)）
- ブーレム（fr:Bourem）
- タボワ（fr:Taboye）
- タルカン (マリ共和国)（fr:Tarkint）
- テメラ（fr:Téméra）